# Luke Saville
Luke Saville (Berri, 1º febbraio 1994) è un ex tennista australiano.
Ha conseguito i migliori risultati da professionista in doppio; non ha vinto titoli nel circuito maggiore ma ha comunque disputato 5 finali, tra cui quella agli Australian Open 2020 con Max Purcell. Vanta inoltre diversi titoli nei circuiti minori e il 23º posto nel ranking ATP raggiunto nel novembre 2021. In singolare ha vinto solo tornei ITF e non è andato oltre il 152º posto del ranking. Ha esordito nella squadra australiana di Coppa Davis nel 2022. Tra gli juniores ha vinto in singolare due tornei del Grande Slam e nel 2012 è stato il nº 1 nel ranking mondiale di categoria.

## Carriera

### Juniores
Nel 2009 fa parte del team australiano che conquista la Coppa Davis Junior. È stato quindi uno tra i protagonisti della stagione juniores 2011, raggiungendo la finale in due tornei del Grande Slam, la prima in Australia dove viene sconfitto da Jiří Veselý e la seconda a Wimbledon dove ha la meglio su Liam Broady. Chiude l'anno al secondo posto nella classifica dell'ITF Junior Circuit, ma già a inizio 2012 conquista la testa della graduatoria.
Agli Australian Open 2012 nel singolare ragazzi si presenta come prima testa di serie. Sulla strada per la finale affronta e supera le teste di serie numero 16, 7 e 10 e nel match decisivo supera in tre set Filip Peliwo vincendo così il suo secondo titolo in uno Slam juniores. Si presenta al Torneo di Wimbledon 2012 a difendere il titolo dell'anno precedente ma viene sconfitto in finale dal canadese Filip Peliwo per 7-5, 6-4.

### 2008-2013, inizi da professionista e primi titoli ITF
Saville gioca il primo incontro da professionista in un torneo del South Australia nell'ottobre 2008, a soli 14 anni, venendo sconfitto al primo turno. Nel 2009 vince al primo turno in un Futures a Darwin (Australia), conquistando il primo punto nella classifica ATP e diventando il più giovane giocatore del circuito. Fa il suo esordio con una wild-card in un torneo dello Slam agli Australian Open 2010, dove viene sconfitto al primo turno delle qualificazioni. Entra con un'altra wild-card nel tabellone principale del doppio maschile insieme al connazionale Andrew Whittington agli Australian Open 2012, ma viene sconfitto al primo turno. È quello il primo anno in cui gioca costantemente i tornei pro, vince due Futures in Australia e in Thailandia. Nel 2013 vince solo il Futures F10 in Australia e finisce l'anno al 398º posto del ranking ATP.

### 2014, primi incontri vinti nel circuito maggiore, top 200 del ranking
Nel 2014 vince i Futures F2 di Port Pirie, F3 a Mildura e F4 a Glen Iris, tutti in Australia, portandosi al nº 250 del ranking. Supera per la prima volta un top 100 al primo turno delle qualificazioni al torneo di Wimbledon 2014, sconfiggendo in tre set Thomaz Bellucci. Entra quindi nel tabellone principale e batte in quattro set Dominic Thiem, perdendo al secondo turno da Grigor Dimitrov. Entra così tra i primi 200 della classifica ATP. Un infortunio condiziona buona parte del fine stagione. Al rientro ottiene discreti risultati in alcuni tornei Challenger che gli permettono ai arrivare al nº 158 del ranking.

### 2015-2016, prime finali in singolare e primi titoli in doppio nei Challenger
Nel febbraio 2015 arriva ai quarti di finale nel Challenger Delhi Open e a fine mese gioca la prima finale in un Challenger al torneo di doppio di Calcutta, persa in coppia con James Duckworth. A giugno perde contro Samuel Groth la sua prima finale in singolare in un Challenger al Manchester Trophy. Si qualifica per il secondo anno di fila al tabellone principale di Wimbledon, perdendo al primo turno da Richard Gasquet. In agosto vince il Futures F4 degli USA ed esce al primo turno delle qualificazione per l'US Open. Termina la stagione perdendo in Australia le due finali del Brisbane F9 e del Challenger Canberra International e a fine anno si trova al 174º posto del ranking ATP. L'anno successivo, la semifinale che raggiunge nel Launceston Tennis International gli consente di arrivare al 152º posto, il suo migliore ranking ATP. Si qualifica di nuovo nel tabellone principale di Wimbledon ma non ottiene altri risultati di rilievo, chiudendo la stagione senza vincere alcun torneo in singolare e al nº 266 ATP. Vince invece in doppio i suoi primi titoli Challenger a Launceston, Shenzhen e Lexington, tutti in coppia con Jordan Thompson, raggiungendo la 139ª posizione nel ranking di specialità.

### 2017, un titolo Challenger in doppio e declino in singolare
Nel 2017 Saville cerca il rilancio riunendosi al vecchio coach Des Tyson, ma i risultati rimangono negativi. Nell'arco della stagione vince in totale 9 soli incontri tra tornei Challenger e Futures, non riuscendo mai ad andare oltre il secondo turno. Chiude l'anno al 521º posto, suo peggior ranking dal 2011. In stagione continua a ottenere discreti risultati in doppio, arrivando in finale in sette tornei Challenger e vincendone uno, raggiungendo a marzo il 114º posto mondiale.

### 2018-2019, dieci titoli Challenger e top 100 in doppio
Anche nel 2018 prosegue l'andamento negativo, uscendo quasi sempre nelle qualificazioni dei tornei Challenger e arrivando al secondo turno solo al Burnie International in Australia e al Gimcheon Challenger in Corea del Sud. In febbraio perde la finale del Futures Australia F1 ed esce in semifinale all'Australia F2. L'unico torneo ATP dove tenta di entrare nel main draw è il Winston-Salem Open e viene sconfitto al secondo incontro di qualificazione. In doppio raggiunge quattro finali nei Challenger e vince quelle di Kyoto, Tiburon e Bangalore. I migliori risultati del 2019 in singolare sono la semifinale nel Challenger di Launceston e un titolo ITF in Nuova Zelanda. In doppio si aggiudica sette delle dieci finali disputate nei Challenger e vince un incontro nel circuito ATP al torneo di Adalia; in aprile entra nella top 100 e in novembre raggiunge la 73ª posizione del ranking.

### 2020, finale agli Australian Open e top 40 in doppio
Nel 2020 raggiunge a sorpresa la finale di doppio degli Australian Open in coppia con Max Purcell e vengono sconfitti in due set da Joe Salisbury / Rajeev Ram. Guadagna 44 posizioni nel ranking e si trova alla 38ª. Subito dopo disputa assieme a John-Patrick Smith due finali Challenger in doppio, perdono quella di Cleveland e vincono quella di Cuernavaca. Continua a raccogliere delusioni in singolare e in questo periodo dirada le presenze per concentrarsi sul doppio. Ancora con Purcell, a settembre raggiungono i quarti di finale agli Internazionali d'Italia e in ottobre la semifinale all'ATP di Colonia e disputano la seconda finale ATP stagionale a Astana, persa contro Sander Gillé / Joran Vliegen.

### 2021, top 30 in doppio e solo 4 incontri disputati in singolare
Chiamato a rappresentare l'Australia nella ATP Cup 2021, viene schierato in doppio con John Peers e chiude il torneo con una vittoria e una sconfitta. Nel 2021 gioca esclusivamente nel circuito maggiore e i migliori risultati sono i quarti di finale ad Acapulco, Miami, Barcellona, Washington e Toronto nonché gli ottavi di finale al Roland Garros e a Wimbledon. A partire da aprile ritocca più volte il best ranking e in novembre raggiunge la 23ª posizione. In luglio fa il suo esordio olimpico ai Giochi di Tokyo e viene eliminato al primo turno sia in doppio che in una delle sue rare apparizioni stagionali in singolare. Perde anche gli altri tre incontri disputati in singolare durante la stagione, tutti al primo turno di qualificazione in tornei ATP.

### 2022, tre finali ATP
Fa di nuovo l'esordio stagionale in  ATP Cup in coppia con Peers e vince solo uno dei tre incontri disputati. L'uscita al primo turno agli Australian Open in coppia con John-Patrick Smith gli fa perdere 33 posizioni nel ranking e scende alla 56ª. Al successivo torneo di Pune si spinge in finale con Smith e vengono sconfitti da Rohan Bopanna / Ramkumar Ramanathan. A marzo fa il suo esordio in Coppa Davis in occasione della sfida vinta 3-2 con l'Ungheria, e viene sconfitto in doppio in coppia con Peer. Nei tornei che seguono raggiunge solo due volte i quarti di finale nel torneo maggiore e due semifinali Challenger, mentre esce al secondo turno al Roland Garros e a giugno scende al 72º posto del ranking. Subito si riprende raggiungendo la sua seconda finale ATP stagionale sull'erba di Eastbourne, e in coppia con Matwé Middelkoop raccoglie solo 6 giochi contro gli specialisti Nikola Mektić / Mate Pavić. A settembre raggiunge la finale anche a San Diego, questa volta con Jason Kubler, e vengono sconfitti da Jackson Withrow / Nathaniel Lammons.

### 2023-2025, discesa nei ranking e ritiro
Assieme ad Alex Bolt esce al terzo turno dell'Australian Open dopo aver eliminato le teste di serie nº 4 Nikola Mektic / Mate Pavic. Perde poi la finale al Challenger di Burnie e vince tre tornei ITF di doppio. In uno di questi ultimi perde la finale in singolare. Nel prosieguo della stagione raccoglie alcuni altri successi nel circuito ITF e a giugno esce dalla top 100 di doppio. A settembre vince il titolo in doppio con Bolt allo Shanghai Challenger e riprende poi a perdere posizioni in classifica. Assieme a Bolt vince nel gennaio 2024 il doppio al Challenger di Burnie International che non basta a risollevarsi, ad aprile scende al 197º posto mondiale.
Nel gennaio 2025 si ritira dal tennis professionistico.

## Statistiche
Aggiornate al 6 maggio 2023.

### Doppio

#### Finali perse (5)
| Legenda doppio       |
| Grande Slam (1)      |
| ATP Finals (0)       |
| ATP Masters 1000 (0) |
| ATP Tour 500 (0)     |
| ATP Tour 250 (4)     |

| N. | Data              | Torneo                               | Superficie  | Compagno           | Avversari in Finale               | Punteggio            |
| 1. | 2 febbraio 2020   | Australian Open, Melbourne           | Cemento     | Max Purcell        | Joe Salisbury Rajeev Ram          | 4–6, 2–6             |
| 2. | 1º novembre 2020  | Astana Open, Astana                  | Cemento (i) | Max Purcell        | Sander Gillé Joran Vliegen        | 5–7, 3–6             |
| 3. | 6 febbraio 2022   | Maharashtra Open, Pune               | Cemento     | John-Patrick Smith | Rohan Bopanna Ramkumar Ramanathan | 7–6(10), 3–6, [6–10] |
| 4. | 25 giugno 2022    | Eastbourne International, Eastbourne | Erba        | Matwé Middelkoop   | Nikola Mektić Mate Pavić          | 4–6, 2–6             |
| 5. | 25 settembre 2022 | San Diego Open, San Diego            | Cemento     | Jason Kubler       | Jackson Withrow Nathaniel Lammons | 6(5)–7, 2–6          |

### Tornei minori

#### Singolare

##### Vittorie (11)
| Legenda tornei minori |
| Challenger (0)        |
| ITF (11)              |

| N. | Data             | Torneo                   | Superficie | Avversario in finale | Punteggio        |
| 1. | 13 maggio 2012   | Thailand F1, Bangkok     | Cemento    | Antoine Escoffier    | 2–6, 6–4, 6–0    |
| 2. | 2 settembre 2012 | Australia F5, Cairns     | Cemento    | Michael Look         | 6–1, 7–6(3)      |
| 3. | 20 ottobre 2013  | Australia F10, Sydney    | Cemento    | Yasutaka Uchiyama    | 4–6, 6–4, 6–4    |
| 4. | 2 marzo 2014     | Australia F2, Port Pirie | Cemento    | Jordan Thompson      | 6–2, 3–1 rit.    |
| 5. | 9 marzo 2014     | Australia F3, Mildura    | Erba       | Dane Propoggia       | 7–5, 6(5)–7, 6–0 |
| 6. | 13 aprile 2014   | Australia F5, Glen Iris  | Cemento    | Alex Bolt            | 4–6, 7–6(4), 6–4 |
| 7. | 9 agosto 2015    | USA F24, Decatur         | Cemento    | Kevin King           | 6–4, 6–4         |
| 8. | 5 gennaio 2020   | M15 Te Anau, Te Anau     | Cemento    | Andrea Vavassori     | 6–3, 6–1         |

##### Finali perse (12)
| Legenda tornei minori |
| Challenger (2)        |
| ITF (10)              |

| N.  | Data             | Torneo                                  | Superficie | Avversario in finale | Punteggio        |
| 1.  | 28 ottobre 2012  | Australia F11, Traralgon                | Cemento    | Benjamin Mitchell    | 3–6, 6–2, 1–6    |
| 2.  | 21 aprile 2013   | USA F10, Little Rock                    | Cemento    | Austin Krajicek      | 4–6, 2–6         |
| 3.  | 1º dicembre 2013 | Thailand F4, Bangkok                    | Cemento    | Yasutaka Uchiyama    | 1–6, 6–3, 1–6    |
| 4.  | 23 febbraio 2014 | Australia F1, Happy Valley              | Cemento    | Jarmere Jenkins      | 2–6, 3–6         |
| 5.  | 19 ottobre 2014  | Australia F8, Toowoomba                 | Cemento    | Jarmere Jenkins      | 3–6, 5–7         |
| 6.  | 7 giugno 2015    | Manchester Trophy, Manchester           | Erba       | Samuel Groth         | 5–7, 1–6         |
| 7.  | 25 ottobre 2015  | Australia F9, Brisbane                  | Cemento    | Gavin Van Pepezeel   | 6–7, 6–2, 6–7    |
| 8.  | 8 novembre 2015  | Canberra Tennis International, Canberra | Cemento    | Benjamin Mitchell    | 7–5, 0–6, 1–6    |
| 9.  | 4 marzo 2018     | Australia F1, Renmark                   | Erba       | Marc Polmans         | 1–6, 4–6         |
| 10. | 6 ottobre 2019   | M25 Brisbane, Brisbane                  | Cemento    | Dayne Kelly          | 2–6, 4–6         |
| 11. | 5 marzo 2023     | M25 Swan Hill, Swan Hill                | Erba       | Thomas Fancutt       | 4–6, 7–6(3), 5–7 |

#### Doppio

##### Vittorie (33)
| Legenda tornei minori |
| Challenger (22)       |
| Futures (11)          |

##### Finali perse (17)
| Legenda tornei minori |
| Challenger (15)       |
| Futures (2)           |

## Risultati in progressione
| Sigla | Risultato               |
| ----- | ----------------------- |
| V     | Vincitore               |
| F     | Finalista               |
| SF    | Semifinalista           |
| O     | Oro olimpico            |
| A     | Argento olimpico        |
| SF    | Bronzo olimpico         |
| QF    | Quarti di Finale        |
| 4T    | Quarto turno            |
| 3T    | Terzo turno             |
| 2T    | Secondo turno           |
| 1T    | Primo turno             |
| RR    | Round Robin             |
| LQ    | Turno di qualificazione |
| A     | Assente                 |
| ND    | Non disputato           |

| Legenda superfici    |
| -------------------- |
| Cemento              |
| Terra battuta        |
| Erba                 |
| Superficie variabile |

### Singolare
| Tornei Grande Slam         |               |               |               |     |               |               |               |               |     |     |     |
| Australian Open, Melbourne | 1T            | Q1            | 1T            | Q1  | Q1            | A             | Q1            | Q2            | A   | A   | 0–2 |
| Roland Garros, Parigi      | A             | A             | Q2            | Q1  | A             | A             | A             | A             | A   | A   | 0–0 |
| Wimbledon, Londra          | A             | 2T            | 1T            | 1T  | A             | A             | A             | ND            | A   |     | 1–3 |
| US Open, New York          | A             | A             | Q1            | Q1  | A             | A             | A             | A             | A   |     | 0–0 |
| Vittorie–Sconfitte         | 0–1           | 1–1           | 0–2           | 0–1 | 0–0           | 0–0           | 0–0           | 0–0           | 0–0 | 0–0 | 1–5 |
| Giochi Olimpici            |               |               |               |     |               |               |               |               |     |     |     |
| Giochi Olimpici            | Non disputati | Non disputati | Non disputati | A   | Non disputati | Non disputati | Non disputati | Non disputati | 1T  | ND  | 0–1 |
| Vittorie–Sconfitte         | Non disputati | Non disputati | Non disputati | 0–0 | Non disputati | Non disputati | Non disputati | Non disputati | 0–1 | ND  | 0–1 |

### Doppio
| Tornei Grande Slam         |               |               |               |     |               |               |               |               |     |     |       |
| Australian Open, Melbourne | 1T            | 1T            | 1T            | 1T  | 1T            | 2T            | 1T            | F             | 2T  | 1T  | 7–10  |
| Roland Garros, Parigi      | A             | A             | A             | A   | A             | A             | A             | 1T            | 3T  | 2T  | 3–3   |
| Wimbledon, Londra          | A             | A             | A             | A   | A             | A             | 1T            | ND            | 3T  |     | 2–2   |
| US Open, New York          | A             | A             | A             | A   | A             | A             | A             | 1T            | 1T  |     | 0–1   |
| Vittorie–Sconfitte         | 0–1           | 0–1           | 0–1           | 0–1 | 0–1           | 1–1           | 0–2           | 5–3           | 5–4 | 1–2 | 12–17 |
| Giochi Olimpici            |               |               |               |     |               |               |               |               |     |     |       |
| Giochi Olimpici            | Non disputati | Non disputati | Non disputati | A   | Non disputati | Non disputati | Non disputati | Non disputati | 1T  | ND  | 0–1   |
| Vittorie–Sconfitte         | Non disputati | Non disputati | Non disputati | 0–0 | Non disputati | Non disputati | Non disputati | Non disputati | 0–1 | ND  | 0–1   |

### Doppio misto
| Tornei Grande Slam         |               |               |               |     |               |               |               |               |     |     |     |
| Australian Open, Melbourne | 1T            | A             | 2T            | 1T  | 1T            | A             | A             | 1T            | 1T  | 1T  | 1–7 |
| Roland Garros, Parigi      | A             | A             | A             | A   | A             | A             | A             | ND            | A   | A   | 0–0 |
| Wimbledon, Londra          | A             | A             | A             | A   | A             | A             | A             | ND            | A   |     | 0–0 |
| US Open, New York          | A             | A             | A             | A   | A             | A             | A             | ND            | 1T  |     | 0–1 |
| Vittorie–Sconfitte         | 0–1           | 0–0           | 1–1           | 0–1 | 0–1           | 0–0           | 0–0           | 0–1           | 0–2 | 0–1 | 1–8 |
| Giochi Olimpici            |               |               |               |     |               |               |               |               |     |     |     |
| Giochi Olimpici            | Non disputati | Non disputati | Non disputati | A   | Non disputati | Non disputati | Non disputati | Non disputati | A   | ND  | 0–0 |
| Vittorie–Sconfitte         | Non disputati | Non disputati | Non disputati | 0–0 | Non disputati | Non disputati | Non disputati | Non disputati | 0–0 | ND  | 0–0 |